# NGC 6891
NGC 6891 في الفهرس العام الجديد، هي مجرة، تقع في كوكبة الدلفين. اكتشفت في 22 سبتمبر 1884 بواسطة رالف كوبلاند.

## روابط خارجية
- NGC 6891 على موقع ويكي سكاي: DSS2, SDSS, GALEX, IRAS, Hydrogen α, X-Ray, Astrophoto, Sky Map, Articles and images